# West End (Carolina del Norte)
West End es un área no incorporada ubicada del condado de Moore en el estado estadounidense de Carolina del Norte.